# Alpherg
Alpherg (η Piscium, Éta Psc, η Psc) je nejjasnější hvězda v souhvězdí Ryb se zdánlivou jasností +3,62m. Na základě naměřeného ročního posunu 9,33 mas při pohledu ze Země se nachází zhruba 350 světelných let od Slunce v populaci tenkého disku Mléčné dráhy.
η Psc je dvojhvězda, hlavní hvězda, označená jako Éta Piscium A (oficiální název Alpherg) má slabého průvodce Éta Piscium B ve vzdálenosti přibližně 1".
Primární hvězda je vyspělá obří hvězda spektrální třídy G o magnitudě 3,83 a hvězdné klasifikaci G7 IIIa. Je  proměnnou hvězdou typu Gama Kasiopeji. Její průvodce, složka B, je hvězda o magnitudě 7,51. 